# Woldemar von Tiesenhausen
Pour les autres membres de la famille, voir Tiesenhausen.
Le baron Ernst Woldemar von Tiesenhausen (en russe Wladimir Gustavovitch von Tiesenhausen), né le 25 février 1825 à Narva et mort le 2 février 1902 à Saint-Pétersbourg, est un académicien et orientaliste germano-balte sujet de l'empire russe qui fut numismate et auteur de plusieurs ouvrages savants historiques.

## Biographie
Woldemar von Tiesenhausen appartient à une ancienne famille de la noblesse allemande de la Baltique, les Tiesenhausen, venue avec les chevaliers teutoniques en Livonie. Il poursuit ses études au Premier gymnasium classique de Saint-Pétersbourg. Il sort diplômé de la faculté des langues orientales de l'université de Saint-Pétersbourg en 1848, et profite d'entretiens privés de Christian Martin Frähn (1782-1851), directeur du Musée Asiatique de l'Académie impériale. Il n'avait personnellement pas de fortune et devient fonctionnaire pendant douze ans, pour subvenir à ses besoins et à ceux de sa famille. Il est nommé en 1861 président de la commission archéologique impériale et entreprend nombre de fouilles sur les lieux d'anciennes ville grecques ou scythes au nord du Caucase ou dans la Petite Russie (correspondant plus ou moins à l'Ukraine actuelle).
Le baron von Tiesenhausen est l'auteur entre autres de:
- (ru) À propos des pièces de monnaie samanides, Saint-Pétersbourg, 1855
- (de) Die Geschichte der Ogailiden Dynastie, Saint-Pétersbourg, 1859
- (ru) Les pièces de monnaie du khalifat oriental, Saint-Pétersbourg, 1873
- (de) Les écrits de Frähn et l'académicien Bernhard Dorn, Varsovie, 1877
- (ru) Aperçu des travaux effectués en Russie à propos de la numismatique orientale, Saint-Pétersbourg, 1876
- (fr) Notice sur une collection de monnaies orientales de M. le comte S. Stroganoff, Saint-Pétersbourg, 1880
- (ru) Recueil de matériels ayant trait à l'histoire de la Horde d'or, d'après des sources arabes, tome I, Saint-Pétersbourg, 1884
- (ru), Recueil de matériels ayant trait à l'histoire de la Horde d'or, d'après des sources arabes, tome II, académie des sciences d'URSS, 1941.

Ces deux derniers travaux connaissent une résonance particulière et sont toujours étudiés aujourd'hui, car ils représentent une source importante de textes peu accessibles. Tiesenhausen put mener à bien ses recherches et l'écriture de ces ouvrages grâce au mécénat du comte Stroganov, immensément riche et collectionneur érudit, qui les fit publier. Il finança aussi un voyage du baron von Tiesenhausen en Europe en 1880, afin de rassembler des manuscrits ayant trait à l'histoire de la Horde d'or. C'est ainsi que sont publiés les résultats de ces recherches en 1884. Le second tome le sera en 1941, car Tiesenhausen ne put le publier lui-même faute de moyen, le comte Stroganov étant mort entretemps. Ce tome exploite en particulier des sources persanes. Tiesenhausen traduisit notamment les Chroniques de victoire (Zafarnameh) de Sharaf ad-Din Ali Yazdi (XVe siècle).
Le baron von Tiesenhausen devint membre-correspondant de l'académie impériale des sciences en 1893.

## Source
- (ru) Cet article est partiellement ou en totalité issu de l’article de Wikipédia en russe intitulé « Тизенгаузен Владимир Густавович » (voir la liste des auteurs).